# Заманабад (Саве)
Заманабад (перс. زمان اباد) — село в Ірані, у дегестані Шагсаван-Канді, у Центральному бахші, шагрестані Саве остану Марказі. За даними перепису 2006 року, його населення становило 17 осіб, що проживали у складі 9 сімей.

## Клімат
Середня річна температура становить 15,86 °C, середня максимальна – 34,30 °C, а середня мінімальна – -6,76 °C. Середня річна кількість опадів – 261 мм.
| Клімат поселення                              | Клімат поселення | Клімат поселення | Клімат поселення | Клімат поселення | Клімат поселення | Клімат поселення | Клімат поселення | Клімат поселення | Клімат поселення | Клімат поселення | Клімат поселення | Клімат поселення | Клімат поселення |
| Показник                                      | Січ.             | Лют.             | Бер.             | Квіт.            | Трав.            | Черв.            | Лип.             | Серп.            | Вер.             | Жовт.            | Лист.            | Груд.            |                  |
| Середній максимум, °C                         | 10,47            | 13,28            | 18,08            | 24,42            | 29,36            | 34,09            | 34,30            | 33,17            | 29,60            | 23,90            | 17,57            | 10,91            |                  |
| Середня температура, °C                       | 1,85             | 4,66             | 9,46             | 15,80            | 20,76            | 25,47            | 28,10            | 26,96            | 23,40            | 17,70            | 11,38            | 4,69             |                  |
| Середній мінімум, °C                          | −6,76            | −3,94            | 0,85             | 7,20             | 12,14            | 16,86            | 21,89            | 20,76            | 17,21            | 11,50            | 5,16             | −1,5             |                  |
| Норма опадів, мм                              | 38               | 36               | 46               | 32               | 24               | 4                | 1                | 1                | 1                | 14               | 25               | 39               |                  |
| Середньомісячна швидкість вітру, м/с          | 1.43             | 2.16             | 2.82             | 3.12             | 2.90             | 2.82             | 2.95             | 2.88             | 2.45             | 2.31             | 1.99             | 1.48             |                  |
| Середньомісячна сонячна радіація, кДж/м²·день | 9082             | 11964            | 14433            | 18061            | 22101            | 26270            | 25762            | 23463            | 20059            | 14743            | 10793            | 8778             |                  |
| --------------------------------------------- | ---------------- | ---------------- | ---------------- | ---------------- | ---------------- | ---------------- | ---------------- | ---------------- | ---------------- | ---------------- | ---------------- | ---------------- | ---------------- |
| Джерело:                                      |                  |                  |                  |                  |                  |                  |                  |                  |                  |                  |                  |                  |                  |